# Црква Светог кнеза Лазара на Звездари
Црква Светог великомученика кнеза Лазара (позната и као Црква Светог цара Лазара, Храм Светог кнеза Лазара и Лазарица) је Православни храм на Звездари, у Београду.
Камен темељац цркве Светог великомученика кнеза Лазара освећен је на Петровдан 1935. године. С обзиром да су радови текли убрзаним током и без већих тешкоћа, од освећења темеља до освећења цркве није прошло ни годину дана. План изградње цркве сачинио је чувени српски архитекта Миомир Коруновић. Чин освећења извршио је патријарх српски Варнава, на Видовдан 1936, одслуживши Свету архијерејску литургију и пререзавши први славски колач. По његовом упутству храм се и посвећује Великомученику косовском Светом кнезу Лазару.